# Echinocereus klapperi
Echinocereus klapperi ist eine Pflanzenart in der Gattung Echinocereus aus der Familie der Kakteengewächse (Cactaceae). Das Artepitheton klapperi ehrt den deutschen Kakteenliebhaber Ingo Klapper.

## Beschreibung
Echinocereus klapperi wächst verzweigend und bildet Gruppen, die häufig aus mehr als 100 Trieben bestehen und deren Wurzeln faserig sind. Die grünen zylindrischen Triebe sind bis zu 8 Zentimeter lang und weisen einen Durchmesser von 3 Zentimeter auf. Es sind neun bis zehn niedrige Rippen vorhanden. Die drei bis vier drehrunden, geraden, abstehenden oder ausgebreiteten Mitteldornen sind cremefarben bis gelb und vergrauen im Alter. Sie weisen Längen von 1 bis 2,5 Zentimeter auf. Die zwölf bis 15 nadeligen, geraden Randdornen sind ausgebreitet oder liegen an der Trieboberfläche an. Sie sind ebenfalls cremefarben bis gelb, vergrauen im Alter und sind 0,5 bis 1,5 Zentimeter lang.
Die kurz röhrenförmigen Blüten sind rötlich und besitzen einen helleren Schlund. Sie sind 5 bis 7 Zentimeter lang und erreichen Durchmesser von 3,5 bis 5 Zentimeter. Die eiförmigen grünlich braunen Früchte reißen bei Reife auf. Sie sind 0,8 bis 1,2 Zentimeter lang und erreichen Durchmesser von 0,9 bis 1,1 Zentimeter.

## Verbreitung, Systematik und Gefährdung
Echinocereus klapperi ist im mexikanischen Bundesstaat Sonora bei El Novillo verbreitet.
Die Erstbeschreibung durch Wolfgang Blum wurde 1998 veröffentlicht. Echinocereus klapperi gehört zur weiteren Verwandtschaft von Echinocereus schereri.
In der Roten Liste gefährdeter Arten der IUCN wird die Art als „Data Deficient (DD)“, d. h. mit keinen ausreichenden Daten geführt.

## Nachweise